# Le Jugement de Salomon (film, 1916)
Pour les articles homonymes, voir Le Jugement de Salomon (homonymie).
Pour plus de détails, voir Fiche technique et Distribution.
Le Jugement de Salomon est un film français réalisé par Jacques de Baroncelli, sorti en 1916.

## Fiche technique
- Titre : Le Jugement de Salomon
- Réalisation : Jacques de Baroncelli
- Société de production : Lumina Films
- Société de distribution : A.G.C. - Agence Générale Cinématographique
- Pays d'origine : France
- Format : Muet - Noir et blanc - 1,33:1 - 35 mm
- Genre : Drame historique
- Dates de sortie : 
  -  États-Unis : 23 juin 1916

## Distribution
- René Marjac
- Léontine Massart